# Кук, Роберт Картер
Роберт Картер Кук (англ. Robert Carter Cook; 9 апреля 1898, Вашингтон — 7 января 1991, Митчелвилл, Мэриленд) — американский генетик и демограф, профессор, руководитель научных обществ. Специалист в области демографической политики и влияния роста населения на окружающую среду.

## Биография
Был связан с движением евгеники в США в начале 1920-х годов.
Профессор медицинской генетики и биологии в Университете Джорджа Вашингтона.
Директор, затем президент, Бюро в Population Reference Bureau в городе Вашингтоне (округ Колумбия).
После Августовской сессии ВАСХНИЛ (1948) организовал в 1949 году с К. Саксом в Генетическом обществе Америки (Genetics Society of America) «Комитет против антигенетической пропаганды» (Committee to Counteract Antigenetics Propaganda). Комитет изучал статьи о советской науке, влияние политики на науку и высказывался за важность научной свободы.
Редактор журнала Journal of Heredity («Наследственность»), в течение 40 лет.